# Панська Воля (гміна Видміни)
Панська Воля (пол. Pańska Wola, нім. Freihausen-Siedlung) — село в Польщі, у гміні Видміни Гіжицького повіту Вармінсько-Мазурського воєводства.
Населення — 202 особи (2011).
У 1975-1998 роках село належало до Сувальського воєводства.

## Демографія
Демографічна структура станом на 31 березня 2011 року:
|          | Загалом | Допрацездатний вік | Працездатний вік | Постпрацездатний вік |
| -------- | ------- | ------------------ | ---------------- | -------------------- |
| Чоловіки | 100     | 20                 | 68               | 12                   |
| Жінки    | 102     | 24                 | 53               | 25                   |
| Разом    | 202     | 44                 | 121              | 37                   |